# Eva Green
Eva Gaëlle Green (tiếng Pháp: [ɡʁin]; tiếng Thụy Điển: [ˈɡɾeːn]; sinh 6 tháng 7 năm 1980) là một nữ diễn viên, người mẫu Pháp. Cô bắt đầu sự nghiệp của mình tại nhà hát trước khi thực hiện bộ phim đầu tiên ra mắt vào năm 2003, là The Dreamers của Bernardo Bertolucci. Cô được khán giả quốc tế công nhận khi hóa thân thành Sibylla, nữ hoàng Jerusalem trong bộ phim sử thi Kingdom Kingdom of Heaven (2005) của đạo diễn Ridley Scott và đóng vai Bond girl Vesper Lynd trong bộ phim về James Bond, Casino Royale (2006). Năm 2006, Green được trao giải BAFTA dành cho ngôi sao triển vọng, BAFTA.
Từ năm 2006, Green đã đóng vai chính trong các phim độc lập như Cracks (2009), Womb (2010) và Perfect Sense (2011). Cô cũng xuất hiện trên phim truyền hình Camelot (2011) và đóng vai Angelique Bouchard trong phim chuyển thể màn ảnh lớn Dark Shadows (2012) của đạo diễn Tim Burton. Vào năm 2014, cô đóng vai Artemisia trong phần tiếp theo phim 300, 300: Rise of a Empire (2014) và Ava Lord trong phần tiếp theo phim Sin City, Sin City: A Dame to Kill For (2014) của Frank Miller và Robert Rodriguez. Cô cũng đóng vai Vanessa Ives trong phim truyền hình kinh dị Penny Dreadful (2014-16) của kênh Showtime. Diễn xuất của cô trong phim đã giành được đề cử giải Nữ chính xuất sắc nhất phim truyền hình tại Giải Quả cầu vàng lần thứ 73. Năm 2016, cô đóng vai nhân vật chính trong phim giả tưởng Mái ấm lạ kỳ của cô Peregrine của đạo diễn Tim Burton.

## Sự nghiệp
Eva Gaelle Green sinh tại Paris, Pháp. Mẹ của cô, Marlène Jobert là nữ diễn viên nổi tiếng ở Pháp, bà là người Do Thái Sephardi. Bố của cô, Walter Green, cũng từng là một nam diễn viên nhà nghề, ông có cha là người Thụy Điển và mẹ là người Pháp. Eva Green có một cô em gái song sinh tên Joy. Tuy nhiên, hai chị em chỉ giống nhau về ngoại hình, còn hoàn toàn trái ngược về tính cách
Lúc nhỏ, Eva Green đã từng mong muốn sẽ trở thành nhà nghiên cứu về Ai Cập cổ đại. những năm học trung học, Eva Green đã được biết tới là một nữ sinh đa văn hóa, đa ngôn ngữ. Nhưng năm 16 tuổi, cô cảm thấy không nên tiếp tục theo học mà bắt đầu gia nhập làng điện ảnh vào năm 2001. Eva Green bước đầu theo học tại Trường Nghệ thuật diễn xuất Webber Douglas tại Luân Đôn trước khi theo học tại Eva Saint – Paul.
Bắt đầu từ sân khấu rồi truyền hình, Eva Green nhận được vài vai diễn một cách tình cờ. Cô thất bại với CQ của Roman Coppola, nhưng đạo diễn Bernado Bertolucci vẫn chọn cô cho "The Dreames" năm 2003. Vai diễn đầu tiên cô có được lập tức trong lần đầu ra mắt với nhiều cảnh nóng bỏng chỉ dành cho những người trên 17 tuổi. Trong phim này, Eva đã phơi bày tất cả thân hình đẹp hoàn hảo của mình trên màn ảnh rộng và bộ phim The Dreamers cũng làm nảy sinh biết bao cuộc tranh cãi trong giới phê bình điện ảnh Pháp.
Sau thành công trong bộ phim The Dreamers, tên tuổi của Eva đã được các nhà làm phim Holywood biết đến vào năm 2005, Eva đã có vai diễn quan trọng trong bộ phim Tử chiến thành Jerusalem, cô đóng cạnh nam tài tử Orlando Bloom. Đây được coi là tác phẩm đầu tiên để Eva khẳng định tên tuổi của cô ở Hollywood. Cô tiếp tục đóng vai trong phim Điệp viên 007 mang tên Sòng bạc Hoàng gia (Casino Royale).

## Danh mục phim

### Điện ảnh

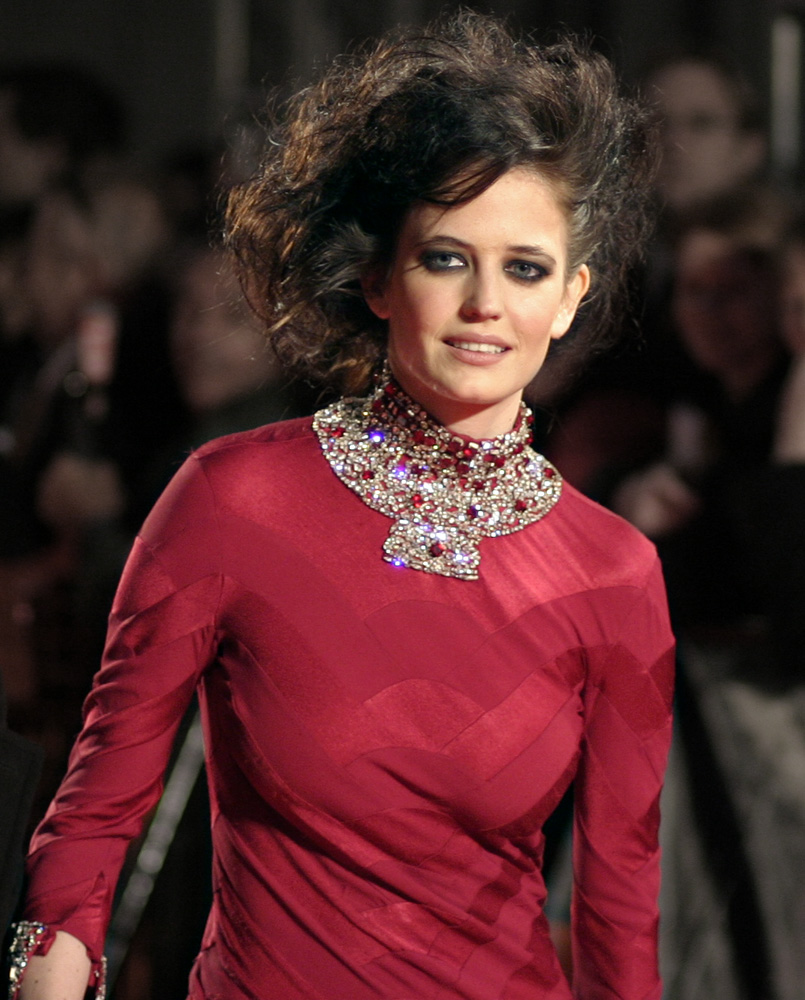
Green tại lễ trao giải BAFTA năm 2007.

- 2001: La pianiste de Michael Haneke: la fiançée de Walter
- 2003: Innocents - The Dreamers de Bernardo Bertolucci: Isabelle
- 2004: Arsène Lupin de Jean-Paul Salomé: Clarisse de Dreux-Soubise
- 2005: Kingdom of Heaven de Ridley Scott: Sibylle de Jérusalem
- 2006: Casino Royale de Martin Campbell: Vesper Lynd
- 2007: À la croisée des mondes: La Boussole d'or de Chris Weitz: Serafina Pekkala
- 2008: Franklyn de Gerald McMorrow: Emily / Sally
- 2009: Cracks de Jordan Scott: Miss G
- 2010: Womb de Benedek Fliegauf: Rebecca
- 2011: Perfect Sense de David Mackenzie: Susan
- 2012: Dark Shadows de Tim Burton: Angélique Bouchard
- 2013: 300: Rise of an Empire de Noam Murro: Artémise I
- 2013: White Bird in a Blizzard de Gregg Araki: Evie
- 2013: Sin City: A Dame to Kill For de Robert Rodriguez: Ava Lord

### Truyền hình
- 2011: Camelot (Série TV): Morgane